# Neoholmgrenia andina
Neoholmgrenia andina är en dunörtsväxtart som först beskrevs av Thomas Nuttall, och fick sitt nu gällande namn av Warren Lambert Wagner och Hoch. Neoholmgrenia andina ingår i släktet Neoholmgrenia och familjen dunörtsväxter. Inga underarter finns listade i Catalogue of Life.

## Bildgalleri

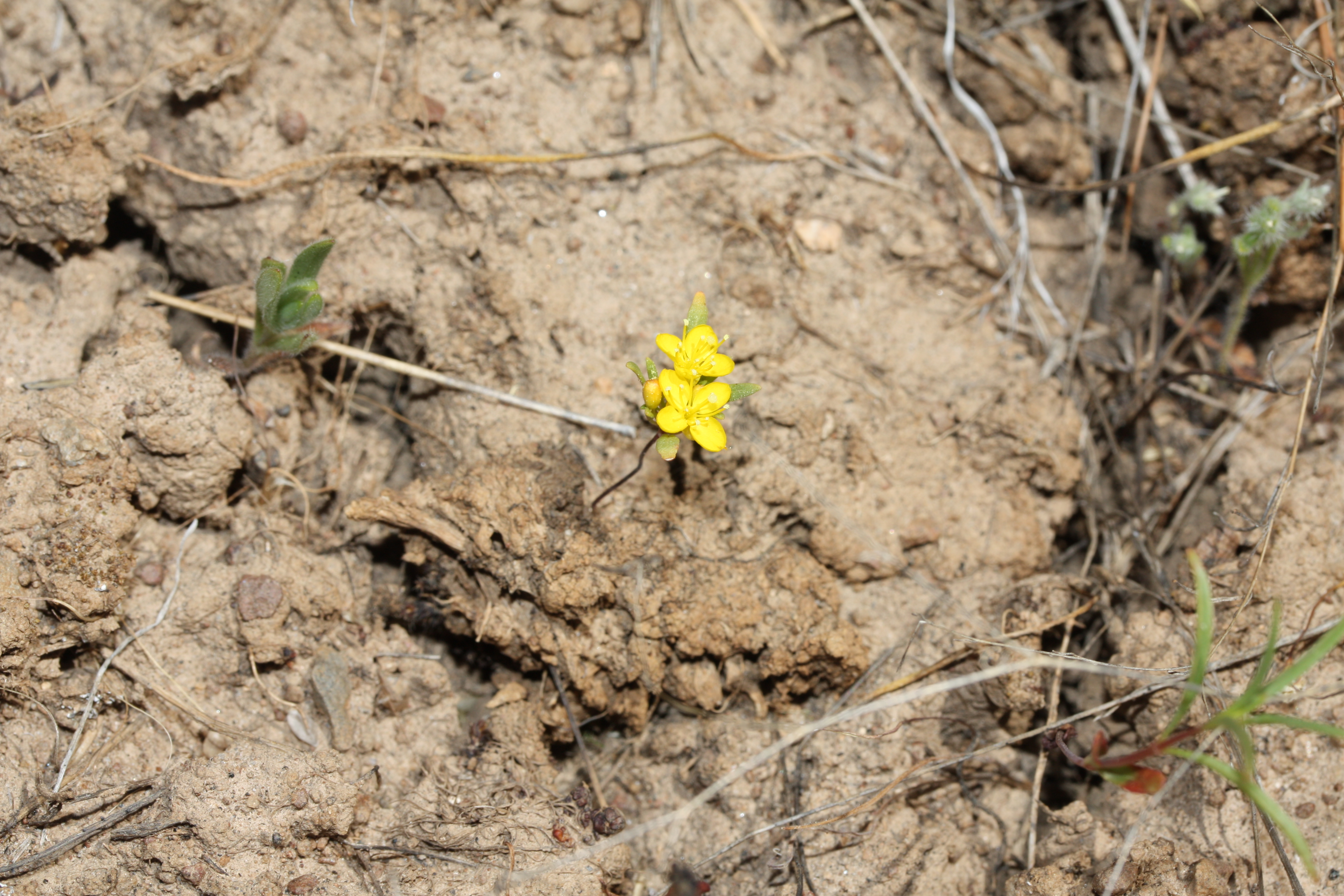